# Tupi (Cotabato del Sur)
Tupi es un municipio filipino de primera categoría, situado al sur de la isla de Mindanao. Forma parte de la provincia de Cotabato del Sur situada en la Región Administrativa de Soccsksargen también denominada Región XII. 
Para las elecciones está encuadrado en el Primer Distrito Electoral de esta provincia.

## Geografía
Situada al pie del monte Matutum (1.800 m s. n. m.) en la Autopista Marhalika AH-26 (Pan-Philippine Highway) entre Polomolok al sur y el barrio de Caloocan de la ciudad de  Koronadal, cruce de caminos, al norte.

### Barrios
El municipio de Tupi se divide, a los efectos administrativos, en 15 barangayes o barrios, conforme a la siguiente relación:
| - Acmonán - Bololmala - Bunao | - Cebuano - Crossing Rubber - Kablón | - Kalkám - Linán - Lunén | - Miasong - Palián - Población | - Polonuling - Simbo - Tubeng |  |

## Historia
Tupi derivado de la palabra "Tufi" que significa vid cuyo fruto fue masticado por los nativos por su refrescante sabor.

### Influencia española

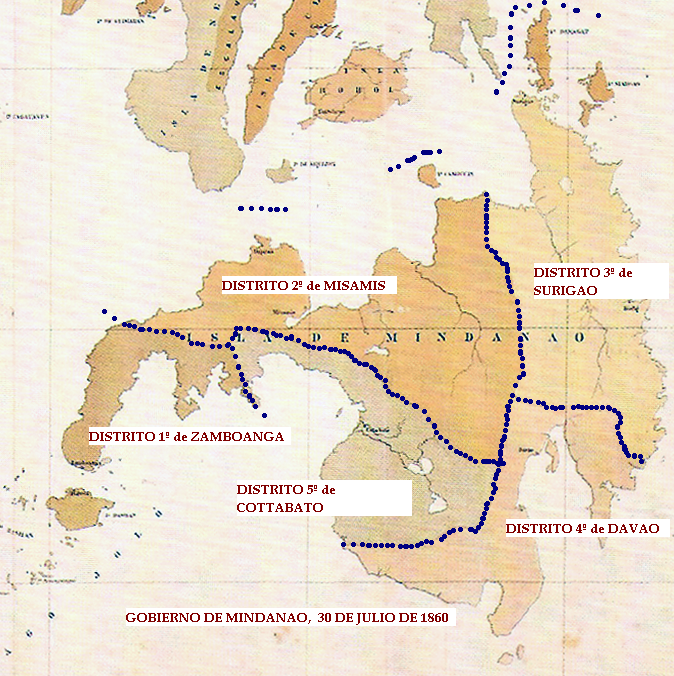
Gobierno de Mindanao: Los 5 Distritos creados por Real Decreto de 30 de julio de 1860.

El Distrito 4º de Dávao, llamado antes Nueva Guipúzcoa, cuya capital era el pueblo de Dávao e incluía la  Comandancia de Mati,   formaba  parte del Imperio español en Asia y Oceanía (1520-1898).

### Ocupación estadounidense
A principios de 1936, el último presidente de la Mancomunidad  Filipina, Manuel L. Quezon, prevé el desarrollo de Koronadal y los conocidos como Valles de Ala que en ese momento comprende la totalidad de la provincia de Cotabato.
Para conseguir este propósito crea la Administración Nacional de Colonización (NLSA) gerenciada por el general  Paulino Santos.
Este mismo año llegaron a Tupi sus primeros colonos procedentes de Luzón y de Visayas, siendo pionera en el gobierno del General Santos. El inmenso bosque fue roturando, floreciendo la agricultura, sustento de los colonos .
El 11 de septiembre de 1953 se creó el nuevo municipio de Tupi con sede en el barrio del misnmo nombre.

### Independencia
El 18 de julio de 1966 el presidente Ferdinand E. Marcos suscribe la ley Republic Act No. 4849 por la que los municipios de Norala, Surala, Banga, Tantangán, Koronadal, Tupi, Polomolok, Kiamba, Maitum, Maasim, Tampacán y Glan, así como la ciudad del Rajah Buayan, hoy General Santos, quedan segregadas de la provincia de Cotabato para formar una nueva denominada provincia de Cotabato del Sur siendo su capital el municipio de  Koronadal. La actual provincia de Cotabato menos el territorio que comprende los municipios antes mencionados continuará a ser conocido como Cotabato.